# Suka Sari (Kaba Wetan)
Suka Sari is een bestuurslaag in het regentschap Kepahiang van de provincie Bengkulu, Indonesië. Suka Sari telt 722 inwoners (volkstelling 2010).